# Toyota TF110
Toyota TF110 — гоночный автомобиль с открытыми колёсами команды Panasonic Toyota Racing на сезон 2010 Формулы-1. После ухода Тойоты из Формулы-1, права использование на шасси было продано сербской команде Stefan GP, планировавшей выступать в сезоне 2010 года вместо US F1 Team. Однако Stefan GP не получила права на участие в чемпионате мира, и машины TF110 вновь перешли к компании Toyota Motorsport. Машина никогда не принимала участия в гонках.

## Pirelli
После того, как фирма Pirelli заключила договор на эксклюзивные поставки шин для Формулы-1 начиная с 2011 года, было высказано предположение, что итальянский производитель купит старые или не использовавшиеся в гонках шасси, чтобы перед официальным дебютом провести тестирование новой резины. Первоначально в Pirelli планировали приобрести одно из шасси BMW Sauber, однако позднее они связались с компанией Toyota Motorsport с предложением использовать автомобиль Toyota TF110, который более отвечал новому регламенту. Идея также заключалась в том, что использование TF110 будет означать, что ни одна из действующих команд чемпионата не получит какого-либо преимущества над соперниками. Однако в конечном счёте, Pirelli решила использовать для тестирования шин Toyota TF109 образца 2009 года, за руль которой сел Ник Хайдфельд.